# Letojanni
Letojanni – miejscowość i gmina we Włoszech, w regionie Sycylia, w prowincji Mesyna.
Według danych na rok 2004 gminę zamieszkiwało 2476 osób, 412,7 os./km².
W miejscowości jest stacja kolejowa Letojanni.

## Linki zewnętrzne

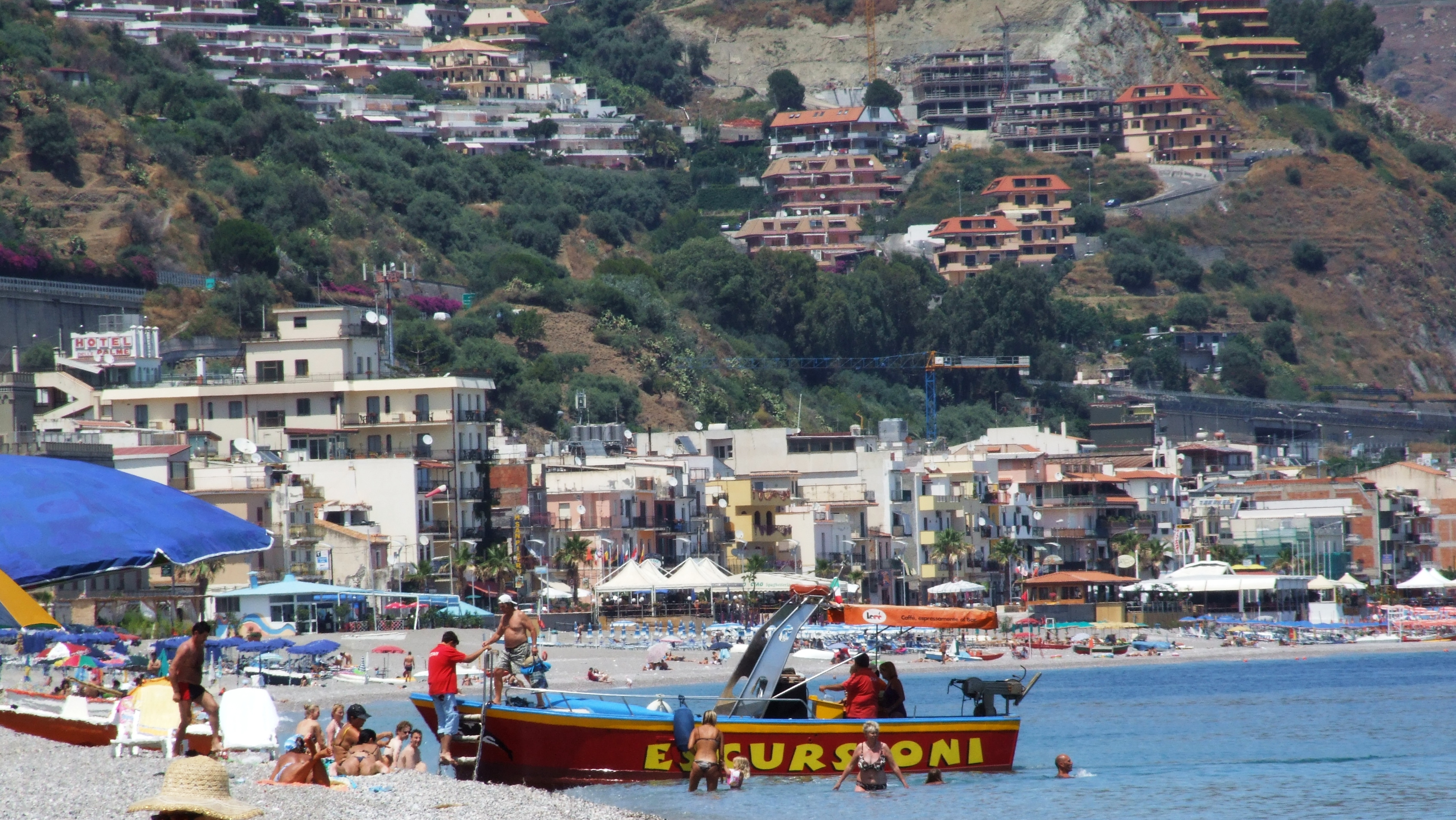
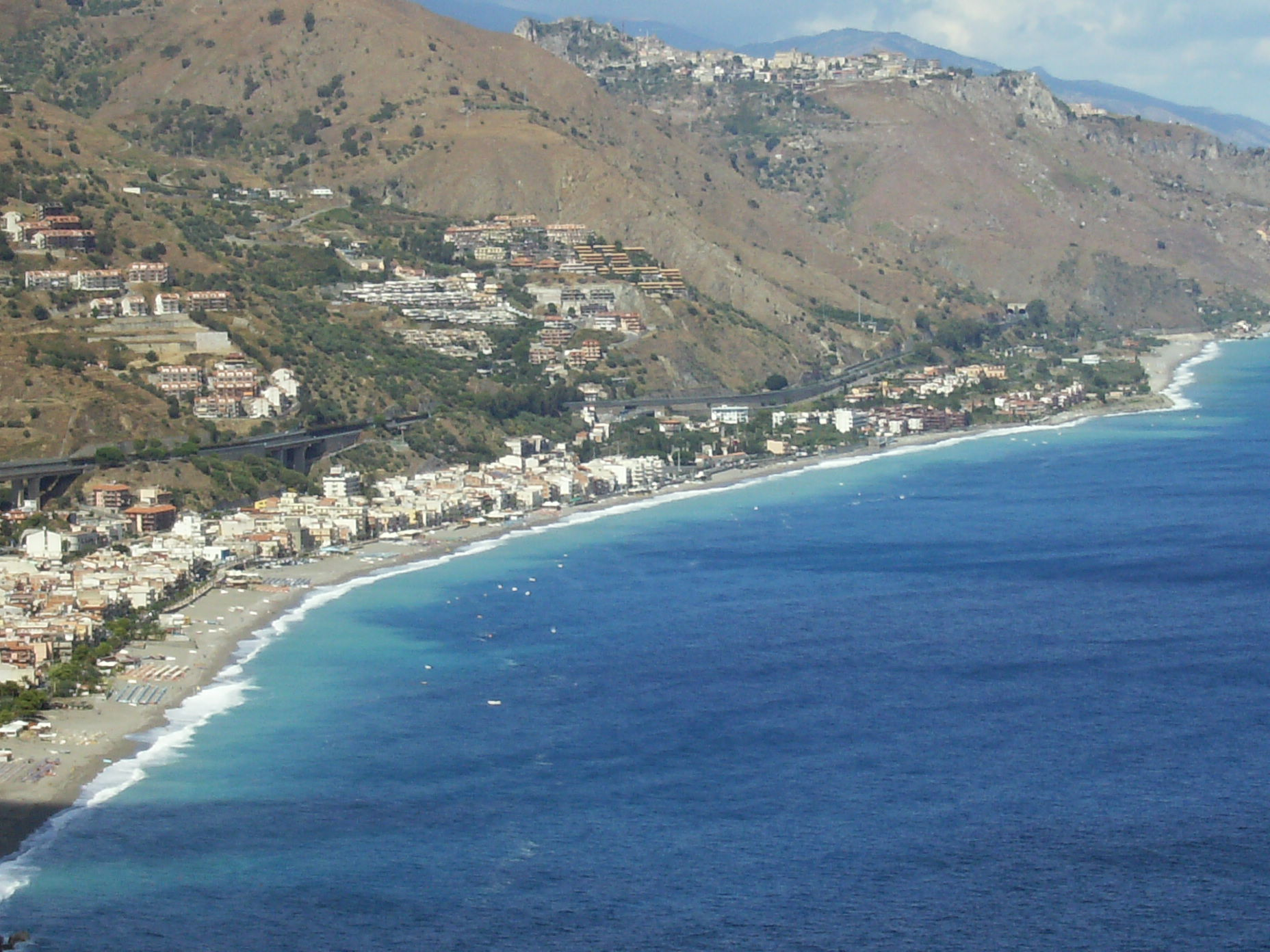
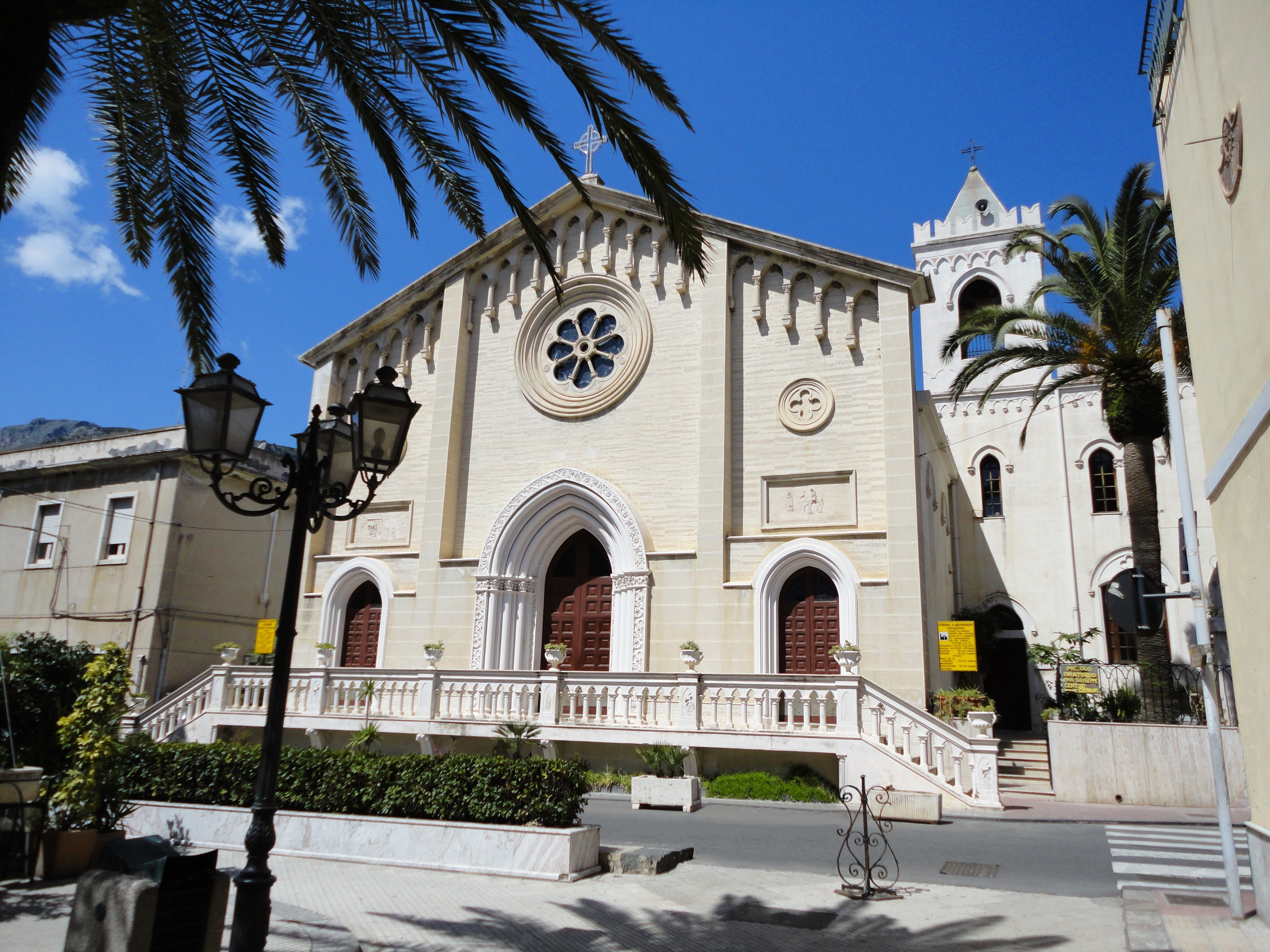
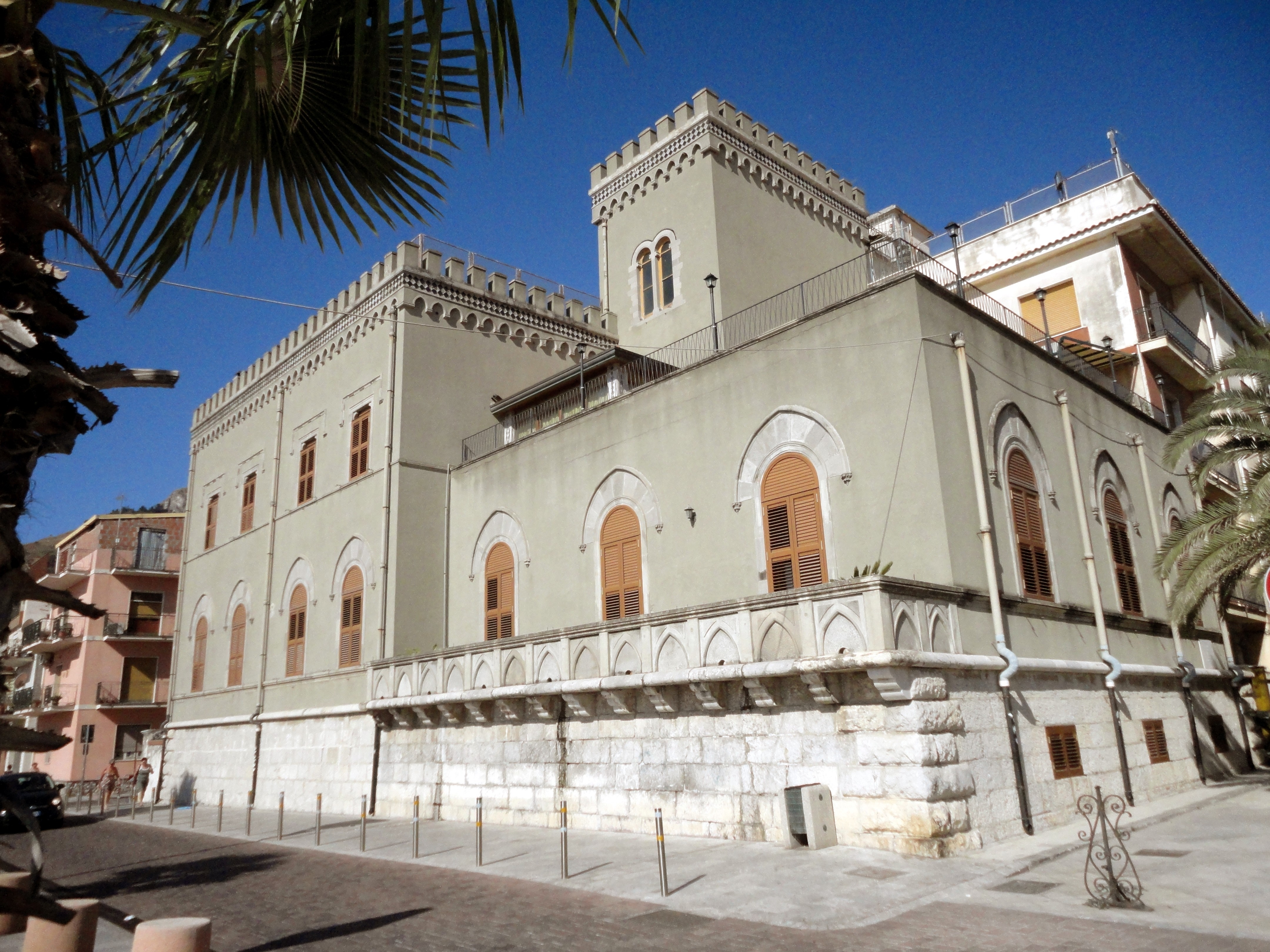
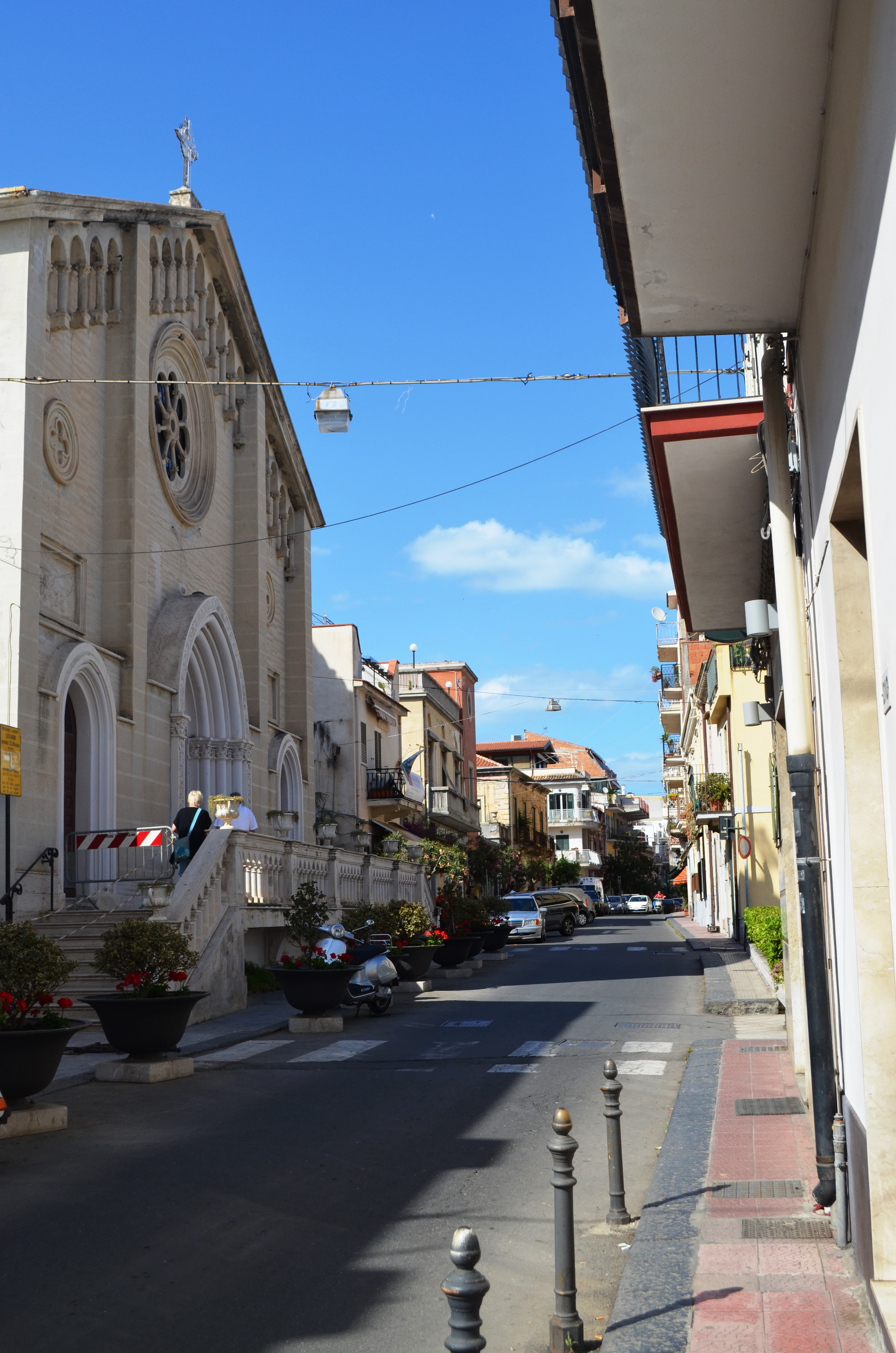